# Llista de partits polítics d'Angola
Aquesta és una llista de partits polítics d'Angola. El Moviment Popular per a l'Alliberament d'Angola (MPLA) ha governat des de la independència d'Angola l'any 1975. De 1975 a 1991 va ser l'únic partit legal existent en un sistema unipartidista inspirat en el model practicat pels països socialistes d'Europa de l'Est. Des de 1991/1992, existeix un sistema multipartidista, on el MPLA és dominant a causa de la majoria que va guanyar en les eleccions parlamentàries i presidencials de 1992. Hi va poder obtenir la majoria absoluta requerida per al seu candidat, José Eduardo dos Santos, i d'acord amb la constitució d'Angola, s'hauria d'haver celebrat una segona volta. L'esclat de la Guerra Civil angolesa ho va fer impossible, i José Eduardo dos Santos exerceix funcions presidencials sense una base legal. Per la mateixa raó, les eleccions parlamentàries regulars estipulades per la constitució no es va produir, i el Parlament elegit el 1992 va romandre sense renovació durant 16 anys. Mentre que les grans seccions de l'interior van ser durant anys controlades per les forces armades del moviment rival Unió Nacional per a la Independència Total d'Angola (UNITA), sota la direcció de Jonas Savimbi, els parlamentaris electes de la UNITA eren una part regular del parlament, i durant alguns anys d'un govern d'unitat nacional, dirigit pel MPLA, també s'hi trobaven membres d'UNITA, així com del Front Nacional d'Alliberament d'Angola (FNLA), el tercer moviment que havia lluitat en la Guerra de la Independència d'Angola contra el domini colonial portuguès.
En total, entre 1992 i 2008, any de les segones eleccions parlamentàries, hi havia més de 120 partits polítics registrats; només un grapat tenia circumscripcions nacionals, i només uns pocs d'ells va aconseguir representació parlamentària a l'Assemblea Nacional. Després de les eleccions de 2008, totes les parts que no havien aconseguit representació parlamentària en les dues eleccions foren considerats dissolt automàticament per imperatiu legal.

## Partits amb representació a l'Assemblea Nacional[3]
| Partit                                                                              | Sigla    | Espectre polític | Ideologia                           |
| ----------------------------------------------------------------------------------- | -------- | ---------------- | ----------------------------------- |
| Moviment Popular per a l'Alliberament d'Angola                                      | MPLA     | Centre-esquerra  | Socialdemocràcia                    |
| Unió Nacional per a la Independència Total d' Angola                                | UNITA    | Centre           | Catch-all party                     |
| Front Nacional d'Alliberament d'Angola                                              | FNLA     | Centre-dreta     | Nacionalisme i democràcia cristiana |
| Partit de Renovació Social                                                          | PRS      | Centre-esquerra  | Progressisme i Federalisme          |
| Partit d'Aliança Lliure de Majoria Angolesa*                                        | PALMA    | -                | -                                   |
| Partit de Suport per la Democràcia i Desenvolupament d'Angola – Aliança Patriòtica* | PADDA-AP | -                | -                                   |
| Partit Pacífic Angolès*                                                             | PPA      | -                | -                                   |
| Partit Nacional de Salvació d'Angola*                                               | PNSA     | -                | -                                   |

*Partits que constitueixen la coalició CASA-CE.

## Coalicions electorals amb representació a l'Assemblea Nacional
| Coalició                                                       | Sigla   | Espectre polític | Ideologia                        | Composició                   |
| -------------------------------------------------------------- | ------- | ---------------- | -------------------------------- | ---------------------------- |
| Convergência Ampla de Salvação de Angola - Coligação Eleitoral | CASA-CE | Centre-esquerra  | Nacionalisme i social-democràcia | PALMA, PADDA-AP, PPA, i PNSA |

## Partits polítics extingits
- Partit Angolès Independent (PAI)
- Partit Democrático Angolès (PDA)
- Partit Liberal Democràtic (PLD)
- Partit de l'Aliança de Joves, Obrers i Pagesos d'Angola (PAJOCA)
- Partit Comunista Angolès (PCA)
- Partit de Lluita Unida dels Africans a Angola (PLUA)
- Partit Republicà d'Angola (PREA)
- Front Democràtic per a l'Alliberament d'Angola (FDLA)